# Eloquentia
 (février 2024).
Eloquentia est une association sans but lucratif fondée par Stéphane de Freitas en 2012, dont l’objet est de permettre aux jeunes de s'exprimer librement et de prendre confiance en eux à travers des formations et des concours de prise de parole.
Ses programmes, reconnus d’intérêt général[réf. nécessaire], se divisent en deux catégories : d’une part, des formations à la prise de parole en public, et, d’autre part, des concours de prise de parole libre dans les collèges, les lycées et les universités.

## Historique
Proposés au départ par la coopérative Indigo, les programmes Eloquentia sont développés en France, à Alger, à Constantine (Algérie), à Oran (Algérie), à Montréal (Canada, Québec), à Lomé (Togo), et à Lausanne (Suisse).
Initialement implantée à l’université Paris-VIII, en Seine-Saint-Denis, Eloquentia a été créée afin de combattre l'image négative du département, récent et trop souvent stigmatisé, en mettant en avant la richesse et le talent de la jeune génération.
Des jeunes volontaires développent des antennes d'Eloquentia sous forme associative[pas clair] depuis 2012, qui reprennent la pédagogie sous forme de masterclass où les candidats se voient proposer des formations à la prise de parole et un concours « des éloquences » encadrés par des artistes de renom, des avocats du Barreau et des experts de la prise de parole sous toutes ses formes.
Le projet a rapidement gagné en notoriété et en couverture médiatique avec la sortie du film À voix haute : La Force de la parole en 2016.
Un concours est organisé par chaque antenne dans son département, dont le gagnant est invité à la grande finale internationale à Paris.
En 2019, Eloquentia devient indépendante de la coopérative Indigo, et Jérôme Auriac est élu président.
En 2020, à cause de la pandémie de Covid-19, les demi-finales ont eu lieu à huis clos, et les finales initialement prévues pour avril ont été reportées à septembre.

## Le documentaireÀ voix haute
À voix haute : La Force de la parole est un documentaire sur les programmes Eloquentia. Il a d’abord été diffusé en 2016 sur France 2, puis adapté en version longue au cinéma. Le film a permis au grand public de découvrir le projet. Il retrace le parcours de jeunes de Saint-Denis participant à la formation universitaire Eloquentia.

## Formation
Les formations reposent sur la pédagogie « porter sa voix » conçue par Stéphane de Freitas ; elles consistent à faire pratiquer aux jeunes, du collège à l'université, différentes formes de prise de parole dans leurs classes : slam, théâtre, discours, rap, plaidoyer. Ces formations proposent également un travail sur le corps (vocalises, méditation, gestuelle) pour accroître la confiance en soi.
Les formations reposent sur 5 matières :
- Rhétorique
- Expression scénique
- Slam, rap et poésie
- Inspiration personnelle
- Voix et respiration

Les formateurs historiques incluent l'avocat Bertrand Périer, la metteuse en scène Alexandra Henry et le slamer Loubaki Loussalat.
Aujourd'hui, plus de cent formateurs Eloquentia dispensent l’enseignement dans les établissements scolaires via les antennes Eloquentia région Île-de-France et Eloquentia région Sud.
En 2018, Stéphane de Freitas publie un livre qui décrit sa pédagogie.

## Les concours

### Les concours universitaires
Les concours Eloquentia ont lieu une fois par an dans différentes villes, et sont ouverts aux personnes de 18 à 30 ans.
Les participants confrontent leurs idées par toutes les formes oratoires – poésie, slam, rhétorique classique, par exemple. Ils sont jugés et soutenus par un jury bienveillant composé de personnalités publiques et des professionnels de la parole qui les ont préparés au concours.
On peut observer le déroulement du concours de l'université de Saint-Denis en 2015 dans le film À voix haute : La Force de la parole.

### Les concours lycéens
Des concours sont aussi proposés dans chaque lycée où intervient Eloquentia ou[pas clair] les jeunes peuvent participer à l'université d'été Eloquentia x HEC.

### Les concours à l’étranger
Depuis 2017, l'Alliance française  organise un concours et une formation en partenariat avec Eloquentia dans différents pays (Inde, Corée du Sud, Japon, Chine, Taiwan, Maroc, Togo).
Des formateurs d'Eloquentia viennent une semaine afin de former les professeurs des différents pays.
La finale de 2020 devait avoir lieu en mars sous la coupole de l’Institut de France.

## Les antennes Eloquentia
Des concours Eloquentia sont organisés dans les universités partenaires du programme. Ils permettent à tous les étudiants qui en ont l’envie de s’initier gratuitement à la joute oratoire et d’affronter d’autres apprentis orateurs. Les vainqueurs de chaque concours gagnent des bourses qui leur permettent de financer une partie de leurs frais de scolarité.[réf. nécessaire]

## Finales nationales et internationales
Le 7 février 2017 a été organisée la première finale nationale regroupant les gagnants des associations Eloquentia de Saint-Denis, de Nanterre, de Limoges et de Grenoble. L'événement, en présence du rappeur Kery James, a eu pour maître de cérémonie Charles Tka, président d'Eloquentia Limoges. Le vainqueur de la première édition nationale (2017) est le représentant de Limoges, Martial Jardel.
En 2019, Eloquentia réussit à obtenir la location de la philharmonie de Paris pour organiser la finale internationale. Le jury a élu meilleur orateur Eloquentia de 2019 Adam Kessouri (de Marseille). Le jury était composé notamment de Kery James et Stéphane de Freitas.

## Distinctions
Le programme Eloquentia via la coopérative Indigo[pas clair] a reçu le prix de la fondation La France s'engage en 2017.
Eloquentia est présent avec le programme L'Ascenseur[pas clair][réf. nécessaire].